# Kewet Industri

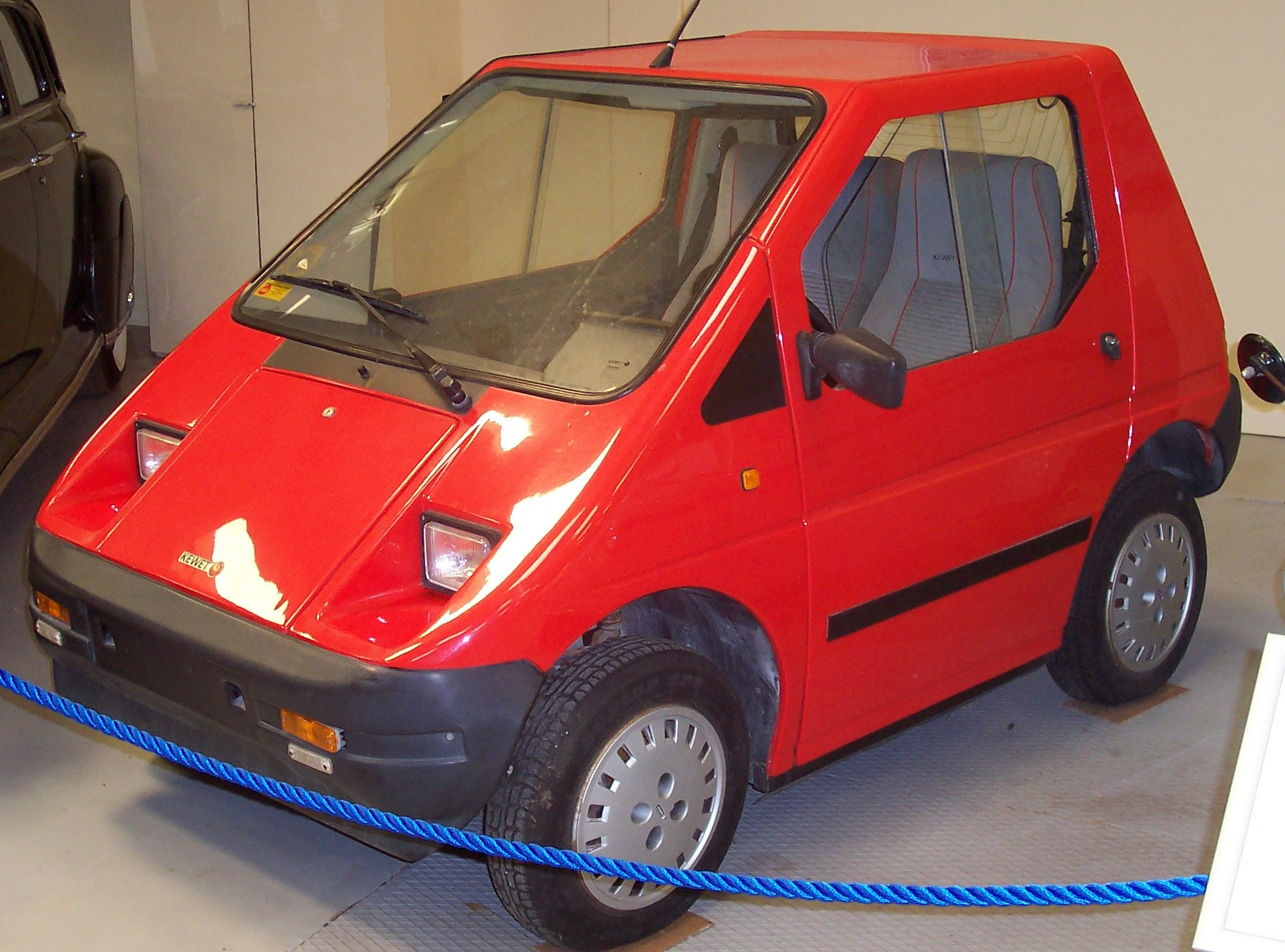
Kewet

Kewet Industri war ein dänischer Hersteller von Automobilen.

## Unternehmensgeschichte
Knud Erik Westergaard gründete 1991 das Unternehmen in Hadsund und begann mit der Produktion von Automobilen. 1998 endete die Produktion in Dänemark, als das Unternehmen in Konkurs ging. Kollega Bil AS aus Oslo übernahm die Konstruktionsrechte und gründete zur weiteren Produktion Elbil Norge AS. Dieses Unternehmen nutzte den eingeführten Markennamen noch bis 2005.

## Fahrzeuge
Das Unternehmen stellte Kleinstwagen mit Elektromotor her. Das einzige Modell war der Kewet EL Jet.